# Chile i olympiska sommarspelen 1936
Chile deltog med 40 deltagare vid de olympiska sommarspelen 1936 i Berlin.  Ingen av landets deltagare erövrade någon medalj.